# Kanton Ferrette

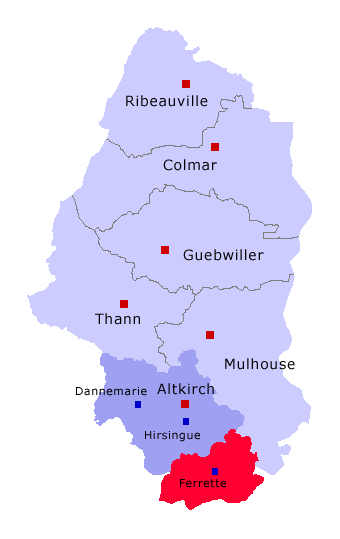
Lage des Kantons Ferrette im Arrondissement Altkirch und im Département Haut-Rhin

Der Kanton Ferrette war von 1790 bis 2015 ein französischer Wahlkreis im Arrondissement Altkirch, im Département Haut-Rhin und in der Region Elsass.

## Geschichte
Der Kanton wurde am 4. März 1790 im Zuge der Einrichtung der Départements als Teil des damaligen „Distrikts Altkirch“ gegründet. Mit der Gründung der Arrondissements am 17. Februar 1800 wurde der Kanton als Teil des damaligen Arrondissements Altkirch (seit 1857 Mulhouse) neu zugeschnitten. Von 1871 bis 1919 gab es keine weitere Untergliederung des damaligen Kreises Altkirch. Allerdings wurden die Grenzen des Kantons Pfirt weiterhin zu statistischen Zwecken, z. B. für die Abgrenzung des Wahlkreises Pfirt-Hirsingen bei der Wahl zur Zweiten Kammer des Landtags des Reichslandes Elsaß-Lothringen 1911 genutzt. Am 28. Juni 1919 wurde der Kanton wieder Teil des Arrondissements Altkirch. Am 22. März 2015 wurde der Kanton aufgelöst.

## Geografie
Der Kanton grenzte im Norden an die Kantone Hirsingue und Altkirch, im Nordosten und Osten an den Kanton Huningue im Arrondissement Mulhouse und im Süden an die Schweiz mit den Kantonen Basel-Landschaft und Jura sowie Enklaven des Kantons Solothurn.

## Gemeinden
- Bendorf
- Bettlach
- Biederthal
- Bouxwiller
- Courtavon
- Durlinsdorf
- Durmenach
- Ferrette
- Fislis
- Kiffis
- Kœstlach
- Levoncourt
- Liebsdorf
- Ligsdorf
- Linsdorf
- Lucelle
- Lutter
- Mœrnach
- Mooslargue
- Muespach
- Muespach-le-Haut
- Oberlarg
- Oltingue
- Raedersdorf
- Roppentzwiller
- Sondersdorf
- Vieux-Ferrette
- Werentzhouse
- Winkel
- Wolschwiller